# کلی استفورد
کلی استفورد (انگلیسی: Kelly Stafford؛ زاده ۴ ژانویهٔ ۱۹۷۸) بازیگر پورنوگرافی اهل بریتانیا است.